# Idaea joannisiata
Idaea joannisiata is een vlinder uit de familie spanners (Geometridae). De wetenschappelijke naam is voor het eerst geldig gepubliceerd in 1911 door Homberg.
De soort komt voor in Europa.